# Brest, Franța
Brest este un oraș în vestul Franței, sub-prefectură a departamentului Finistère din Bretania, cel mai vestic port continental francez din Oceanul Atlantic. În anul 2009 avea o populație de 141315 de locuitori.

## Educație
- École nationale supérieure de techniques avancées Bretagne

## Personalități născute aici
- Gonzalo Higuaín (n. 1987), fotbalist argentinian.